# Karl Johans gate
Karl Johans gate (ofte blot "Karl Johan") er opkaldt efter kong Karl 3. Johan. Gaden er hovedgade i Oslo. Den går fra Oslo Sentralstasjon i sydøst til Det Kongelige Slott i nordvest. Langs gaden ligger Stortinget, Nationaltheatret, Oslo Domkirke og en del af Universitetet i Oslo
Først og fremmest er Karl Johans gate Norges paradegade nummer 1. Den 17. maj (Norges nationaldag) er Karl Johan fuld af børn, som går i optog op forbi slottet, hvor kongefamilien står og vinker.
På Karl Johans gate er gøglere, musikere og andre optrædende, norske og udenlandske, en vigtig del af gadebilledet. Sæsonen for gadeoptræden er fra maj til oktober.

## Billeder
- Karl 3. Johan. Statue ved slottet.
- Fra Karl Johan 2005
- Egertorget i Karl Johan 1880'erne
- Karl Johan 1890
- Karl Johan 17. maj 2003